# Cobra-rateira-chinesa
Ptyas korros, comumente conhecida como cobra-rateira-chinesa, é uma espécie de serpente colubrídea endêmica do Sudeste Asiático.

## Descrição
Possui focinho obtuso e projetado; olhos muito grandes; cabeça mais larga que o pescoço. A escama rostral é visível de cima; as internasais são mais curtas que as pré-frontais; a frontal tem o mesmo comprimento que sua distância até a ponta do focinho ou é um pouco mais longa, igual ao comprimento das parietais; apresenta duas ou três loreais; uma pré-ocular grande, por vezes tocando a frontal; uma subocular pequena abaixo; duas pós-oculares; temporais 2 + 2; oito escamas labiais superiores, com a quarta e a quinta em contato com o olho; cinco escamas labiais inferiores em contato com as escamas geniais anteriores, que são mais curtas que as posteriores.
As escamas dorsais são lisas ou ligeiramente quilhadas na parte posterior do corpo, dispostas em 15 fileiras no meio do corpo; possui 160–177 escamas ventrais; escama anal dividida; 122–145 escamas subcaudais.
A coloração é marrom ou oliva nas costas; as escamas na parte posterior do corpo e na cauda frequentemente são amarelas com bordas pretas. A parte inferior é amarela. Indivíduos jovens apresentam séries transversais de manchas brancas arredondadas ou barras transversais amarelas estreitas.
O comprimento da cabeça e do corpo é de aproximadamente 1,08 m; a cauda mede cerca de 0,7 m.

## Distribuição
Está presente em Nepal, Mianmar, Camboja, China (Zhejiang, Jiangxi, Fujian, Guangdong, Hainan, Guangxi, Hunan, Yunnan, Hong Kong), Taiwan, Índia (Assam, Manipur, Arunachal Pradesh (Namdapha - distrito de Changlang, Chessa, Chimpu, Itanagar - distrito de Papum Pare), Tripura, Bangladesh, Indonésia (Sumatra, Bornéu, Java, Bali), Laos, Tailândia, Vietnã, Malásia Ocidental e Ilha de Singapura. Pode ser encontrada até 3000 m acima do nível do mar.

## Comportamento e dieta
É uma espécie diurna. Tanto arborícola quanto terrestre. Encontrado em florestas e próximo a habitações humanas. Dorme em arbustos e árvores. Sua dieta inclui roedores, pássaros, lagartos e sapos. As fêmeas põem de 4 a 12 ovos em junho e julho.